# Эллис, Патриция
Патриция Эллис (англ. Patricia Ellis; 20 мая 1916 — 26 марта 1970) — американская актриса 1930-х годов.

## Биография
Патриция Эллис родилась 20 мая 1916 года в Бирмингеме, Алабама. Свою карьеру начала сразу после окончания школы. В Нью-Йорке Патриция заключила контракт с Warner Bros.. В 1932 году она сыграла эпизодическую роль в фильмах «Трое на матче» и «Центральный парк». В том же году она стала одной из победительниц рекламной кампании WAMPAS Baby Stars, среди которых также были будущие легенды Голливуда Джинджер Роджерс и Глория Стюарт.
В 1933 году Эллис появилась в фильме «Отпуск короля», вместе с Джорджом Арлиссом и Марджери Гейтсон. Впоследствии, актриса снималась в фильмах «категории B». В 1935 году Патриция сыграла главную роль в фильме «Ночь в Ритце», совместно с актёром Уильямом Гарганом.
Пик карьеры Эллис пришёлся на 1937 год. Она снималась с такими известными актёрами Голливуда, как Джеймс Кэгни, Рикардо Кортес и Бела Лугоши. Большинство своих ролей Патриция сыграла в комедиях и мистических фильмах.
Патриция Эллис умерла от рака 26 марта 1970 года.

## Личная жизнь
В 1941 году вышла замуж за бизнесмена Джорджа Т. О'Мэлли. У них родилась одна дочь.